# Acnemia kurilensis
Acnemia kurilensis är en tvåvingeart som beskrevs av Zaitzev 2001. Acnemia kurilensis ingår i släktet Acnemia och familjen svampmyggor. Inga underarter finns listade i Catalogue of Life.